# Парбат (район)
Парбат (непальск. पर्वत जिल्ला) — один из 75 районов Непала. Входит в состав зоны Дхаулагири, которая, в свою очередь, входит в состав Западного региона страны. Административный центр — город Кусма.
Граничит с районом Баглунг (на западе), районом Мьягди (на северо-западе), районами Каски и Сьянгджа зоны Гандаки (на востоке и северо-востоке), районом Гулми зоны Лумбини (на юго-западе). Площадь района составляет 494 км².
Население по данным переписи 2011 года составляет 146 590 человек, из них 65 301 мужчина и 81 289 женщин. По данным переписи 2001 года население насчитывало 157 826 человек. 89,48 % населения исповедуют индуизм; 9,32 % — буддизм; 0,45 % — христианство и 0,43 % — ислам.